# 유엔 안전 보장 이사회 결의 제801 ~ 900호 목록
다음은 유엔 안전 보장 이사회에서 1993년 1월 8일부터 1994년 3월 4일까지 결의된 제801~900호 결의안의 목록이다.

## 문서가 있는 결의안 목록
- 유엔 안전 보장 이사회 결의 제883호 (1993년 11월 11일)